# 桑迪·肯德尔
桑迪·肯德尔（英語：Sandy Kendall，20世纪—），美国女子赛艇运动员。她曾代表美国参加世界赛艇锦标赛，获得二枚金牌、一枚银牌和一枚铜牌，均来自女子轻量级四人单桨无舵手项目。